# Kanmaw Kyun
Kanmaw Kyun o isla Kanmaw es una isla en el mar de Andamán en la costa sureste de Birmania (Myanmar), que forma parte del archipiélago de Mergui. Administrativamente, se encuentra ubicada en el municipio de Kyunsu, Distrito de Myeik, en la Región de Taninthayi. En el lado noreste de la isla se encuentra la ciudad de Kyunsu que es la sede administrativa para el municipio. La isla tiene una superficie total de 409 km².
Antes bajo el ocupación británica, la isla fue conocida como Kisseraing Island, Kithareng o Ketthayin. Después de junio de 1989  bajo la "Ley para la Adaptación de las expresiones" el nombre de la isla fue cambiado a Kanmaw,  que era el nombre de la ciudad de Kanmaw en la costa noreste, que ahora se llama Kyunsu.